# Мирославка (Березинський район)
Мирославка (біл. вёска Міраслаўка) — село в складі Березинського району Мінської області, Білорусь. Село підпорядковане Селібській сільській раді, розташоване в східній частині області.